# Ba U
Agga Maha Thiri Thudhamma Ba U, também conhecido por Ba U, (Pathein, 26 de maio de 1887 — Rangoon, 9 de novembro de 1963) foi juiz e político mianmarense, que foi o segundo presidente de Myanmar.